# Distrikt Kibuku
Kibuku ist ein Distrikt in Ostuganda. Die Hauptstadt des Distrikts ist Kibuku.

## Lage
Der Distrikt Kibuku grenzt im Norden an den Distrikt Pallisa, im Osten an den Distrikt Budaka, im Süden an den Distrikt Butaleja und im Westen an den Distrikt Namutumba.

## Geschichte
Der Distrikt entstand 2006 aus Teilen des Distrikt Pallisa.

## Demografie
Im Jahr 2014 lebten 202.033 Einwohner in Kibuku, der Distrikt umfasst eine Fläche von 589,1 Quadratkilometern.
| Zensusjahr | Einwohnerzahl |
| ---------- | ------------- |
| 1991       | 91.216        |
| 2002       | 128.219       |
| 2014       | 202.033       |

## Wirtschaft
Subsistenzlandwirtschaft ist die wichtigste wirtschaftliche Aktivität im Distrikt.